# Vietnã nos Jogos Olímpicos de Verão da Juventude de 2010
O Vietname (português europeu) ou Vietnã (português brasileiro) participou dos Jogos Olímpicos de Verão da Juventude de 2010 em Cingapura. Sua delegação foi composta por treze atletas em sete esportes. Atletas vietnamitas conquistaram quatro medalhas nestes I Jogos da Juventude, incluindo o primeiro ouro da história olímpica do país.

## Medalhistas
| Medalha | Nome              | Esporte        | Evento              | Data         |
| ------- | ----------------- | -------------- | ------------------- | ------------ |
| Ouro    | Kim Tuấn Thạch    | Halterofilismo | Até 56 kg masculino | 16 de agosto |
| Prata   | Thanh Thảo Nguyễn | Taekwondo      | Até 55 kg feminino  | 17 de agosto |
| Bronze  | Quốc Cường Nguyễn | Taekwondo      | Até 55 kg masculino | 16 de agosto |
| Bronze  | Thị Trang Vũ      | Badminton      | Simples feminino    | 18 de agosto |

## Atletismo
| Evento                | Atleta          | Qualificação | Qualificação | Final     | Final        |
| Evento                | Atleta          | Resultado    | Posição      | Resultado | Posição      |
| --------------------- | --------------- | ------------ | ------------ | --------- | ------------ |
| Salto triplo feminino | Thị Tươi Nguyễn | 11,75        | 13º          | 11,81     | 4º (Final B) |

## Badminton
| Evento            | Atleta                  | Fase de grupos | Fase de grupos                              | Fase de grupos                             | Fase de grupos                                | Fase de grupos | Quartas-de-final                      | Semifinais                                      | Final                                 | Pos. final        |
| Evento            | Atleta                  | Grupo          | 1ª rodada                                   | 2ª rodada                                  | 3ª rodada                                     | Pos.           | Quartas-de-final                      | Semifinais                                      | Final                                 | Pos. final        |
| ----------------- | ----------------------- | -------------- | ------------------------------------------- | ------------------------------------------ | --------------------------------------------- | -------------- | ------------------------------------- | ----------------------------------------------- | ------------------------------------- | ----------------- |
| Simples masculino | Huỳnh Thông Thạo Nguyễn | G              | TUR Emre Lale D 0-2 (15-21, 21-23)          | SEY Kevin Ghislain V 2-0 (21-13, 21-11)    | MAS Wei Sheng Loh D 0-2 (6-21, 12-21)         | 3º             | Não avançou                           | Não avançou                                     | Não avançou                           | --                |
| Simples feminino  | Thị Trang Vũ            | H              | KOR Choe Hye-in V 2-1 (13-21, 21-18, 21-12) | UKR Yelizaveta Zharka V 2-0 (21-16, 21-14) | JPN Naoko Fukuman V 2-1 (21-15, 16-21, 21-10) | 1º             | DEN Lene Clausen V 2-0 (21-19, 21-13) | THA Sapsiree Taerattanachai D 0-2 (18-21, 8-21) | GBR Sarah Milne* V 2-0 (21-15, 22-20) | Medalha de bronze |

* Disputa pelo bronze

## Halterofilismo
| Evento              | Atleta            | Peso corporal (kg) | Arranque (kg) | Arranque (kg) | Arranque (kg) | Arranque (kg) | Arremesso (kg) | Arremesso (kg) | Arremesso (kg) | Arremesso (kg) | Total (kg) | Pos. final      |
| Evento              | Atleta            | Peso corporal (kg) | 1             | 2             | 3             | Res.          | 1              | 2              | 3              | Res.           | Total (kg) | Pos. final      |
| ------------------- | ----------------- | ------------------ | ------------- | ------------- | ------------- | ------------- | -------------- | -------------- | -------------- | -------------- | ---------- | --------------- |
| Até 56 kg masculino | Kim Tuấn Thạch    | 55,40              | 110           | 114           | 116           | 116           | 134            | 139            | 140            | 140            | 256        | Medalha de ouro |
| Até 48 kg feminino  | Thị Hồng Nguyễn   | 45,82              | 65            | 70            | 70            | 70            | 75             | 81             | 87             | 81             | 151        | 4º              |
| Até 62 kg masculino | Thiện Quốc Nguyễn | 56,21              | 105           | 105           | 109           | 109           | 124            | 130            | 133            | 130            | 239        | 4º              |

## Lutas
| Evento                   | Atleta                | Preliminares             | Preliminares        | Preliminares           | Preliminares | Disputa pelo bronze      | Pos. final |
| Evento                   | Atleta                | 1ª rodada                | 2ª rodada           | 3ª rodada              | Pos.         | Oponente Resultado       | Pos. final |
| Evento                   | Atleta                | Oponente Resultado       | Oponente Resultado  | Oponente Resultado     | Pos.         | Oponente Resultado       | Pos. final |
| ------------------------ | --------------------- | ------------------------ | ------------------- | ---------------------- | ------------ | ------------------------ | ---------- |
| Livre até 52 kg feminino | Thị Diễm Quỳnh Nguyễn | NOR Karoline Løvik V 4-0 | CHN Yuan Yuan D 0-3 | COL Sayury Canon V 3-0 | 2º           | UZB Nilufar Gadeva D 0-4 | 4º         |

## Natação
| Evento                    | Atleta               | Qualificação | Qualificação | Semifinais  | Semifinais   | Final       | Final       |
| Evento                    | Atleta               | Resultado    | Posição      | Resultado   | Posição      | Resultado   | Posição     |
| ------------------------- | -------------------- | ------------ | ------------ | ----------- | ------------ | ----------- | ----------- |
| 100 m livre masculino     | Quý Phước Hoàng      | 53.36        | 36º (5º q3)  | Não avançou | Não avançou  | Não avançou | Não avançou |
| 100 m borboleta masculino | Quý Phước Hoàng      | 54.74        | 7º (2º q4)   | 54.71       | 11º (6º sf2) | Não avançou | Não avançou |
| 100 m borboleta feminino  | Thị Kim Tuyến Nguyễn | 1:01.40      | 8º (4º q5)   | 1:01.56     | 11º (6º sf2) | Não avançou | Não avançou |
| 200 m borboleta feminino  | Thị Kim Tuyến Nguyễn | 2:15.53      | 9º (3º q1)   |             |              | Não avançou | Não avançou |
| 100 m livre feminino      | Trần Tâm Nguyện      | 59.39        | 28º (7º q5)  | Não avançou | Não avançou  | Não avançou | Não avançou |
| 200 m livre feminino      | Trần Tâm Nguyện      | 2:07.93      | 24º (8º q5)  |             |              | Não avançou | Não avançou |

## Taekwondo
| Evento              | Atleta            | 1ª rodada                          | Quartas-de-final        | Semifinais                      | Final                | Pos. final        |
| ------------------- | ----------------- | ---------------------------------- | ----------------------- | ------------------------------- | -------------------- | ----------------- |
| Até 55 kg masculino | Quốc Cường Nguyễn | Sem oponente                       | COL Oscar Muñoz V 4-3   | KAZ Nursultan Mamayev D 5-6     | Não avançou          | Medalha de bronze |
| Até 55 kg feminino  | Thanh Thảo Nguyễn | STP Sara Neves Bolivar V KO 1 0:58 | TUN Rahma Ben Ali V 3-1 | SIN Shafinas Abdul Rahman V 9-8 | GBR Jade Jones D 6-9 | Medalha de prata  |

## Tiro
| Evento                      | Atleta                | Qualificação | Qualificação | Qualificação | Qualificação | Qualificação | Qualificação | Final       | Final       | Final       | Final       | Final       | Final       | Final       | Final       | Final       | Final       | Final       | Final       | Final       |
| Evento                      | Atleta                | 1            | 2            | 3            | 4            | Total        | Pos.         | 1           | 2           | 3           | 4           | 5           | 6           | 7           | 8           | 9           | 10          | Total final | Total       | Pos. final  |
| --------------------------- | --------------------- | ------------ | ------------ | ------------ | ------------ | ------------ | ------------ | ----------- | ----------- | ----------- | ----------- | ----------- | ----------- | ----------- | ----------- | ----------- | ----------- | ----------- | ----------- | ----------- |
| Pistola de ar 10 m feminino | Thị Ngọc Dương Nguyễn | 88           | 93           | 88           | 91           | 360          | 9º           | Não avançou | Não avançou | Não avançou | Não avançou | Não avançou | Não avançou | Não avançou | Não avançou | Não avançou | Não avançou | Não avançou | Não avançou | Não avançou |